# Сергеев, Иродион
Иродио́н Сергеев (также Родион Сергиев, иеродиакон Сергей; ок. 1615 — 1689 / 1690) — русский иконописец. Автор «Сказания о чудесах иконы Тихвинской Богоматери».

## Биография и творчество
Родился около 1615 года. Впервые упоминается в источниках в 1639 году. В 1658 году был вызван в Москву для создания «Сказания о чудесах иконы Тихвинской Богоматери», описывающего некоторые исторические события 1393—1648 годов. Фрагмент этого произведения, посвящённый осаде Тихвинского монастыря шведами в 1613 году, увидел свет в третьем томе «Полного собрания русских летописей».
В 1670-х годах являлся одним из крупнейших художников, работавших в Тихвине (наряду с братьями Фалалеевыми, Иваном Устьмушским и др.). Исполнил ряд икон для Александро-Свирского и Тихвинского монастырей, расписал Свято-Троицкий собор Александро-Свирского монастыря. В 1686 году сочинил службу Тихвинской иконе Божией Матери. Последнее упоминание об иконописце относится к февралю 1689/1690 года.

## Сохранившиеся работы
- «Богоматерь Тихвинская» (1680, НГОМЗ)